# James Wilkinson
James Wilkinson (24 de março de 1757 - 28 de dezembro de 1825) foi um militar norte-americano.
Em 1806, na condição de governador do Território da Luisiana, determinou a realização da Expedição Pike.
Em abril de 1813, autorizado pelo Congresso, tomou com 600 soldados a Baía de Mobile e o território em disputa com a Flórida Ocidental até o Rio Perdido. A pequena guarnição espanhola não ofereceu resistência , e, a partir de então, o território tomado passou a fazer parte do Estado do Alabama.